# Rainer Ackermann (Fußballspieler)
Rainer Ackermann (* 7. Juni 1957) ist ein ehemaliger deutscher Fußballspieler. Er war Abwehrspieler.

## Laufbahn
Ackermann kam 1977 vom VfR Birkmannsweiler zu den Stuttgarter Kickers und rückte 1978 in die Profimannschaft auf. Von 1978 bis 1985 bestritt Ackermann insgesamt 143 Spiele für die Kickers in der 2. Bundesliga, bis 1981 in der Staffel Süd, danach in der eingleisigen 2. Liga. 1985 wechselte er zur SpVgg 07 Ludwigsburg in die Amateur-Oberliga Baden-Württemberg, wo er 1988 seine höherklassige Laufbahn beendete.